# Étienne Heudelet de Bierre
Étienne Heudelet de Bierre (* 12. November 1770 in Dijon; † 20. April 1857 in Paris) war ein französischer Général de division der Infanterie.

## Leben

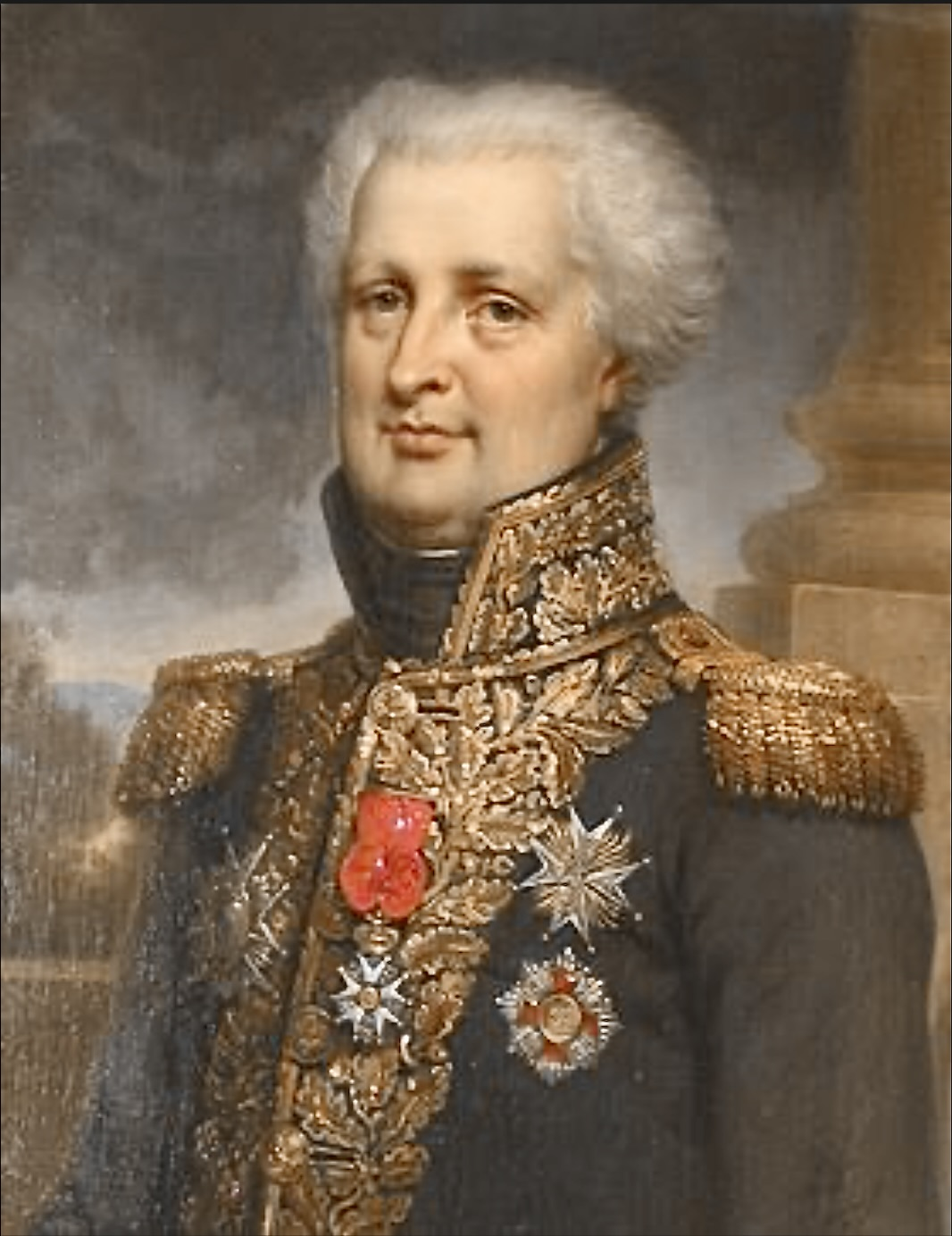
Divisionsgeneral Étienne Heudelet

1792 meldete sich Heudelet als Freiwilliger zur Armee und konnte sich bald schon auszeichnen. Bereits im darauffolgenden Jahr war er als Stabsoffizier tätig und wurde nach einigen Beförderungen und Belobigungen 1795 Stabschef von Marschall Laurent de Gouvion Saint-Cyr.
Mit einem eigenen Kommando kämpfte Heudelet 1797 unter Führung von General Jean-Victor Moreau bei Kehl (9. Januar 1797). Nach weiteren Beförderungen holte man ihn in den Generalstab und er kämpfte in der ersten (4./7. Juni 1799) und zweiten Schlacht von Zürich (25./26. September 1799). Später wechselte er zu General Jean Victor Tharreau und kämpfte zusammen mit ihm u. a. in der Schlacht bei Hohenlinden (3. Dezember 1800).
Es folgten weitere Belobigungen und Beförderungen. Er stand in der Schlacht bei Mariazell (8. November 1805) und befehligte in der Schlacht bei Austerlitz (2. Dezember 1805) die 3. Brigade der 2. Infanteriedivision im 3. Armeekorps.
General Heudelet wurde von Napoleon in den Schlachten bei Jena (14. Oktober 1806), Kołozab (24. Dezember 1806), Golymin (26. Dezember 1806) und Preußisch Eylau (7./8. Februar 1806) eingesetzt.
Anschließend sandte ihn Napoleon nach Spanien, um dort die Grande Armée zu verstärken (→Napoleonische Kriege auf der Iberischen Halbinsel); u. a. kämpfte er unter Führung der Marschälle Nicolas Jean-de-Dieu Soult und André Masséna vor Porto (28. März 1809) und Buçaco (27. September 1810).
Im Krieg gegen Preußen nahm er u. a. mit seinen Truppen an der Danzig (Januar/Dezember 1813) teil und geriet dabei in Kriegsgefangenschaft.
Nach der Schlacht bei Paris (30. März 1814) und Napoleons Abdankung (→Vertrag von Fontainebleau) wandte sich Heudelte den Bourbonen zu und unterstützte König Ludwig XVIII. Dieser berief ihn in die Jury des Kriegsgerichts, das über Marschall Michel Ney urteilen sollte; Heudelet sprach sich gegen die Todesstrafe aus. Als aber Napoleon die Insel Elba verlassen hatte und dessen „Herrschaft der Hundert Tage“ begann, lief Heudelet samt seinen Truppen wieder zu ihm über.
Nach der Schlacht bei Waterloo (18. Juni 1815) legte er fast alle militärischen Aufgaben nieder und ging 1819 offiziell in Ruhestand. Während der Julirevolution von 1830 holte man ihn aus dem Ruhestand und er war bis 1835 im Generalstab im Amt. Anschließend ging er wiederum in Ruhestand und ließ sich in Paris nieder. Étienne Heudelet de Bierre starb am 20. April 1857 im Alter von über 86 Jahren in Paris und fand dort auch seine letzte Ruhestätte.

## Ehrungen
- 1808 Comte de l’Émpire
- 1836 Grand Croix der Ehrenlegion
- Sein Name findet sich am östlichen Pfeiler (17. Spalte) des Triumphbogens am Place Charles-de-Gaulle (Paris).